# Pseudoplatystoma metaense
Espèce
Pseudoplatystoma metaense est un poisson-chat d'Amérique du Sud qui se trouve dans le bassin de l'Orénoque, au Venezuela.